# Stedten (Mansfelder Land)
Stedten ist ein Ortsteil der Gemeinde Seegebiet Mansfelder Land und liegt an der Weida im südöstlichsten Zipfel des Landkreises Mansfeld-Südharz in Sachsen-Anhalt.

## Geschichte
Stedten gehört zu den ältesten Siedlungen des Mansfelder Landes. In einem zwischen 881 und 899 entstandenen Verzeichnis des Zehnten des Klosters Hersfeld (Hersfelder Zehntverzeichnis) wird Stedten als zehntpflichtiger Ort Stedi im Friesenfeld erstmals urkundlich erwähnt.
Ursprünglich war die Landwirtschaft die Haupterwerbsquelle der Bevölkerung. Mit zunehmendem Einfluss des Braunkohlebergbaus entwickelte sich Stedten immer mehr zum Industriedorf und die Bevölkerungszahl stieg beständig an. Schon im 19. Jahrhundert wurden mehrere Gruben und Tagebaue erschlossen, die sich später im Tagebau Amsdorf vereinigten. Im Jahre 1913 entstand eine Brikettfabrik, die 1994 geschlossen wurde. Damit verlagerte sich die Aktivität der Braunkohleindustrie nach Norden (siehe Romonta).
Heute zeugen lediglich weiträumige Senken und Abraumhalden von den ehemaligen Tagebauen neben dem Ort. Viel Geld und Energie wurde in die Renaturierung der geschädigten Landschaft investiert, u. a. wurden Rad- und Wanderwege angelegt. Gegenwärtig erwartet den Besucher dort ein ausgedehntes Naherholungsgebiet.
Am 1. Januar 2010 schlossen sich die bis dahin selbstständigen Gemeinden Stedten, Amsdorf, Aseleben, Erdeborn, Hornburg, Lüttchendorf, Neehausen, Röblingen am See, Seeburg und Wansleben am See zur Einheitsgemeinde Seegebiet Mansfelder Land zusammen. Gleichzeitig wurde die Verwaltungsgemeinschaft Seegebiet Mansfelder Land, zu der Stedten gehörte, aufgelöst.

## Vereine
- Fußballverein SV Romonta Stedten (Vorgänger war die BSG Aktivist Stedten), Landesliga Süd / Sachsen-Anhalt. Alle Jugendmannschaften sind vertreten. Im Verein spielen und spielten ehemalige DDR-Oberligaspieler wie z. B. Jens Adler (Hertha BSC, HFC, DDR-Nationaltorhüter), Holger Krostitz (DDR-Nationalspieler, HFC), Michael Krüger (HFC, SV Merseburg 99), Uwe Zorn (HFC, SV Merseburg 99) sowie Oberligaspieler Mario Eichmann (VfL Halle 96, HFC, Merseburg, SV Braunsbedra), Holger Wichmann (SV Braunsbedra) und Karsten Rehmann (SV Lichtenberg 47, HFC, BFC Dynamo, Rotenburger SV, VfB Leipzig). Der Verein ist durch seine gute Jugendarbeit eines der Aushängeschilder in der Region.

## Wirtschaft und Infrastruktur

### Ansässige Unternehmen
- Bohr- und Brunnenbau GmbH Stedten

### Bildung
In Stedten befindet sich ein großes Berufsbildungszentrum der Handwerkskammer Halle (Saale). Dieser Komplex wurde in den letzten Jahren umgebaut und erweitert, so dass es nun jährlich mehr als tausend Auszubildenden die Möglichkeit bietet, einen Beruf der Richtungen Heizungs- und Lüftungsbauer, Gas- und Wasserinstallateur und einigen Anderen zu erlernen.

### Verkehrsanbindung
Stedten hat eine Anbindung an die A 38. Von Stedten aus erreicht man Halle (Saale) in ca. 20 Minuten, Leipzig und den Flughafen Leipzig/Halle in 40 Minuten. Ein aktuelles Straßenbauprojekt sieht einerseits den Wiederaufbau der alten Hauptstraße nach Teutschenthal vor, die einst dem Tagebau weichen musste, andererseits soll eine direkte Verbindung nach Amsdorf/Wansleben entstehen.
Von 1884 bis 2003 hatte Stedten einen Haltepunkt an der Bahnstrecke Röblingen am See–Vitzenburg, auf dem Reststück findet nur noch Güterverkehr statt.

## In Stedten geborene Persönlichkeiten
- Karl-Wilhelm Hahnemann (1934–2001), Gebrauchsgrafiker
- Gudrun Roos (* 1945), Politikerin, Abgeordnete des Deutschen Bundestages

## Kulturdenkmal

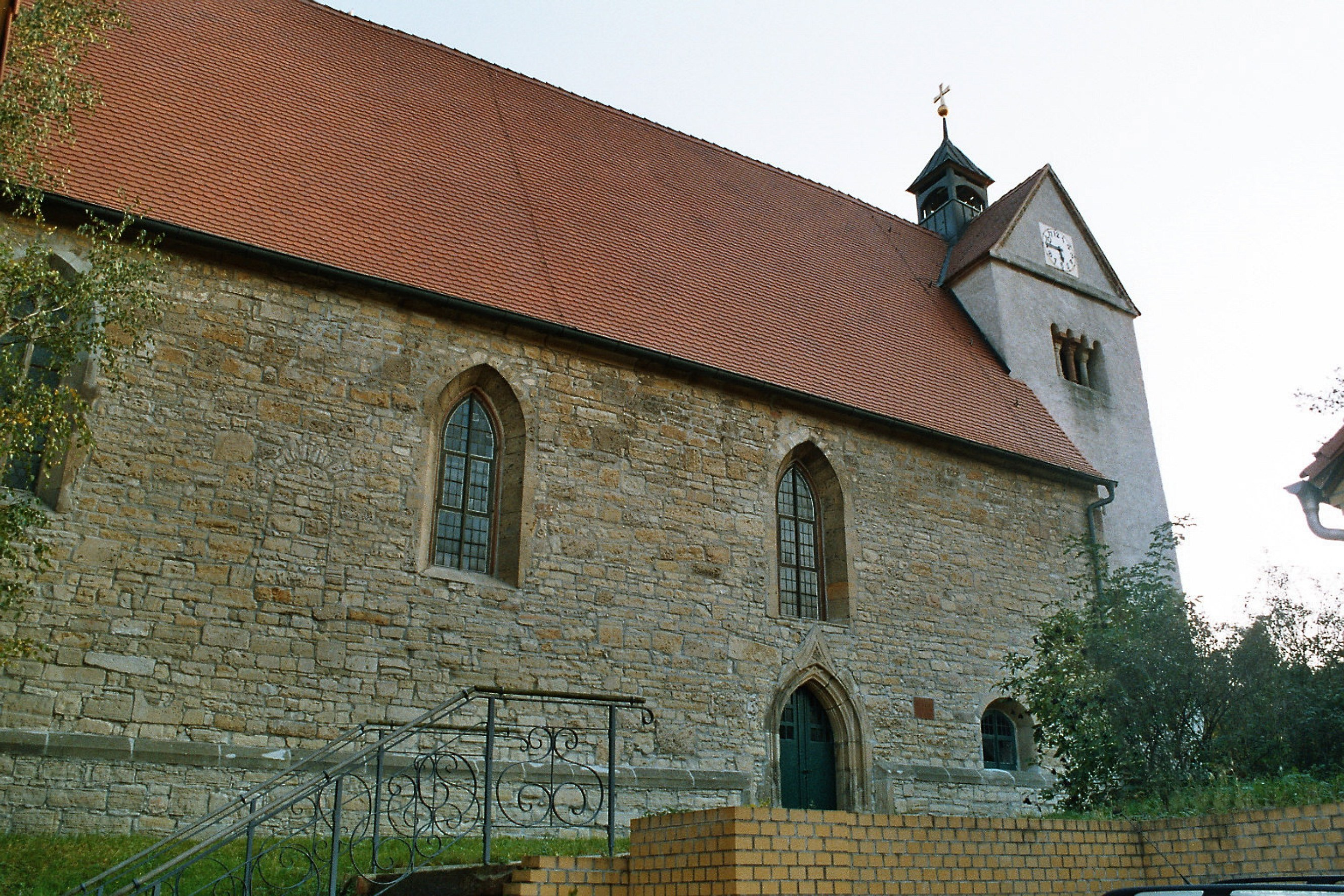
Kirche St. Martin

- Die Kirche St. Martin ist eine im Kern romanische, hauptsächlich spätgotisch überarbeitete Saalkirche mit einer beachtenswerten Innenausstattung.